# 2001 (음반)
| 전문가 평가                   | 전문가 평가 |
| 평가 점수                     | 평가 점수   |
| 출처                          | 점수        |
| ----------------------------- | ----------- |
| AllMusic                      | [ 1 ]       |
| Encyclopedia of Popular Music | [ 2 ]       |
| Entertainment Weekly          | A−          |
| Los Angeles Times             | [ 4 ]       |
| NME                           | 6/10        |
| Q                             | [ 6 ]       |
| The Rolling Stone Album Guide | [ 7 ]       |
| The Source                    | 4.5/5       |
| Spin                          | 7/10        |
| The Village Voice             | C           |

"2001"은 미국의 래퍼 겸 프로듀서 닥터 드레의 두 번째 스튜디오 음반이다. 인터스코프 레코드가 1992년 데뷔 음반 "The Chronic"의 후속작으로 1999년 11월 16일에 발매하였다. 프로듀싱은 닥터 드레와 멜맨 그리고 로드 피네스이 맡았으며, The D.O.C., 히트먼, 스눕 독, 커럽트, 엑스지빗, 에미넴, 네이트 도그와 같은 미국의 동료 래퍼들의 게스트 기고가 수록되어 있다. "2001"은 드레의 데뷔 지펑크 사운드로 확장이 가능하며 폭력, 난잡함, 마약 사용, 거리 폭력, 섹스, 증오, 범죄 등 갱스터 랩 테마를 담고 있다.
이 음반은 미국 빌보드 200 차트에서 2위로 데뷔하여 발매 첫 주에 55만 장이 팔렸다. 이 음반은 차트 성공을 거둔 3개의 싱글을 제작했고 미국 음반 산업 협회에 의해 6배 플래티넘 인증을 받았다. 2015년 8월 현재 이 음반은 미국에서 7,80만장이 팔렸다. "2001"은 일반적으로 비평가들로부터 긍정적인 평가를 받았는데, 그들 중 많은 사람들은 가사가 못마땅하다고 생각했지만 이 음악을 칭찬했다.

## 제목
이 음반은 처음에는 데스 로의 새로운 배급사가 된 프라이오리티 레코드가 데스 로의 설립자, 당시 CEO였던 슈그 나이트와 함께 그들의 컴필레이션 음반을 "Chronic 2000"이라고 부르기로 결정하기 전까지 "Chronic 2000"이라고 명명되었다. 데스 로는 이전에 데스 로를 배포했던 인터스코프 레코드가 그랬던 것처럼 "The Chronic"의 상표를 소유했다. 나이트는 상표 사용 통지가 애프터매스 레코드에 의해 요구되었기 때문에 닥터 드레의 음반 이름에 대해 귀띔을 받았다. 애프터매스는 우선 순위 및 데스 로가 음반에 같은 이름을 사용할 계획임을 알게 되자, 드레는 법적 조치를 강구했다. 그의 변호사인 하워드 킹에 따르면, "양측 모두 우리가 상대편에게 타이틀을 사용하도록 허용하기로 동의했고, 그리고 나서 대중이 어떤 타이틀을 선호하는지 결정하도록 했다"고 한다.
"Chronic 2000"이 발매된 후 그들은 닥터 드레의 음반이 이제 "Chronic 2001"로 명명될 것이라고 발표했다. 얼마 지나지 않아, 인터스코프는 "Chronic 2001"을 위한 대규모 예산 홍보 캠페인을 시작했다. 이때 우선권은 당초 합의를 존중하지 않기로 하고 "Chronic" 상표가 어떤 자격으로든 사용된다면 드레를 고소하겠다고 위협했다. 드레는 결국 이 음반을 단순히 "2001"로 발매하기로 결정했다.

## 상업적 성과
이 음반은 미국 빌보드 200에서 2위로 데뷔했으며, 첫 주 판매량은 51만6000장이었다. "빌보드" 톱 R&B/힙합 음반 차트에서도 1위에 올랐고, 차트에서 2위에 오른 캐나다에서 성공적이었다. 그리고 영국에서 4위, 아일랜드 7위, 프랑스 15위, 네덜란드 17위, 노르웨이 26위에 오르는 등 유럽에서 약간 성공을 거두었고, 뉴질랜드 음반 차트에서 11위로 정점을 찍었다. 2000년에 마감된 이 음반은 "빌보드" 톱 음반에서 5위, "빌보드" 톱 R&B/힙합 음반 차트에서 1위를 차지했다. 2003년에 다시 차트에 진입하여 61위로 영국 음반 톱 75와 30위로 아일랜드 음반 톱 75를 정점으로 했다. 이 음반은 2000년 11월 21일 미국 음반 산업 협회에 의해 6배 플래티넘 인증을 받았다. 이 음반은 그의 이전 음반인 "The Chronic"이 세 번이나 플래티넘 인증을 받았기 때문에 닥터 드레의 베스트셀러 음반이다. 2015년 8월 현재 미국에서 70만장이 팔렸다.

## 곡 목록
모든 곡들은 닥터 드레와 멜맨이 프로듀싱한 모든 곡들은 로드 피네스가 프로듀싱한 'The Message'를 제외한다.
| #   | 제목                                                                                         | 작사·작곡                                                                       | 재생 시간 |
| --- | -------------------------------------------------------------------------------------------- | ------------------------------------------------------------------------------- | --------- |
| 1.  | 〈Lolo (Intro) (Feat. 엑스지빗, 트레이 디)〉                                                 |                                                                                 | 0:41      |
| 2.  | 〈The Watcher (Feat. 에미넴, 녹 터널)〉                                                      | 안드레 영, 마셜 매더스                                                          | 3:26      |
| 3.  | 〈Fuck You (Feat. 데빈 더 듀드, 스눕 독)〉                                                   | 영, 브라이언 베일리, 데빈 코플랜드, 캘빈 브로더스                               | 3:25      |
| 4.  | 〈Still D.R.E. (Feat. 스눕 독)〉                                                             | 영, 멜빈 브레덴, 숀 카터, 스콧 스토치                                           | 4:30      |
| 5.  | 〈Big Ego's (Feat. 히트먼)〉                                                                 | 영, 베일리, 브레덴, 스토치, 트레이시 커리, 리처드 베버리                        | 3:58      |
| 6.  | 〈Xxplosive (Feat. 히트먼, 커럽트, 네이트 도그, 식스투)〉                                    | 영, 베일리, 리카르도 브라운, 크레이그 롱마일즈, 너새니얼 헤일, 크리스 테일러    | 3:35      |
| 7.  | 〈What's the Difference (Feat. 에미넴, 엑스지빗)〉                                           | 브레덴, 앨빈 조이너, 매더스, 베버리, 스테판 해리스                              | 4:04      |
| 8.  | 〈Bar One (Feat. 트레이시 넬슨, 미스 로크, 에디 그리핀)〉                                    |                                                                                 | 0:50      |
| 9.  | 〈Light Speed (Feat. 히트먼)〉                                                               | 영, 베일리, 브라운                                                              | 2:41      |
| 10. | 〈Forgot About Dre (Feat. 에미넴)〉                                                          | 영, 브레덴, 매더스                                                              | 3:42      |
| 11. | 〈The Next Episode (Feat. 스눕 독)〉                                                         | 영, 브라운, 베일리, 브레덴, 브로더스                                            | 2:41      |
| 12. | 〈Let's Get High (Feat. 히트먼, 커럽트, 미스 로크)〉                                         | 영, 베일리, 매더스, 브라운, 라켈 위버                                           | 2:27      |
| 13. | 〈Bitch Niggaz (Feat. 스눕 독, 히트먼, 식스투)〉                                             | 베일리, 브레덴, 브로더스, 롱마일즈                                              | 4:13      |
| 14. | 〈The Car Bomb (Feat. 멜맨, 차리스 헨리)〉                                                   |                                                                                 | 1:00      |
| 15. | 〈Murder Ink (Feat. 히트먼, 미스 로크)〉                                                     | 영, 베일리, 위버                                                                | 2:28      |
| 16. | 〈Ed-Ucation (Feat. 에디 그리핀)〉                                                           |                                                                                 | 1:32      |
| 17. | 〈Some L.A. Niggaz (Feat. 히트먼, 디파리, 엑스지빗, 녹 터널, 타임 밤, 킹 T, MC 렌, 코케인)〉 | 영, 베일리, 조이너, 듀안 존슨 주니어, 로열 하버, 마르퀴즈 홀더, 로저 맥브라이드 | 4:25      |
| 18. | 〈Pause 4 Porno (Feat. 제이크 스티드)〉                                                      |                                                                                 | 1:32      |
| 19. | 〈Housewife (Feat. 커럽트, 히트먼)〉                                                         | 영, 베일리, 브레덴, 브라운, 커리                                                | 4:02      |
| 20. | 〈Ackrite (Feat. 히트먼)〉                                                                   | 영, 베일리, 브레덴                                                              | 3:39      |
| 21. | 〈Bang Bang (Feat. 록 터널, 히트먼)〉                                                        | 영, 베일리, 매더스, 하버                                                        | 3:42      |
| 22. | 〈The Message (Feat. 메리 J. 블라이즈, 럴)〉                                                 | 라이언 몽고메리, 로버트 홀 주니어                                               | 5:30      |

## 인증
| 국가                                                                                         | 인증        | 판매량/출하량 |
| -------------------------------------------------------------------------------------------- | ----------- | ------------- |
| 오스트레일리아 (ARIA)                                                                        | 골드        | 35,000^       |
| 벨기에 (BEA)                                                                                 | 골드        | 25,000*       |
| 캐나다 (뮤직 캐나다)                                                                         | 5× 플래티넘 | 500,000^      |
| 덴마크 (IFPI Danmark)                                                                        | 플래티넘    | 50,000^       |
| 프랑스 (SNEP)                                                                                | 골드        | 100,000*      |
| 독일 (BVMI)                                                                                  | 골드        | 150,000^      |
| 이탈리아 (FIMI)                                                                              | 골드        | 25,000        |
| 네덜란드 (NVPI)                                                                              | 골드        | 50,000^       |
| 뉴질랜드 (RMNZ)                                                                              | 2× 플래티넘 | 30,000^       |
| 스위스 (IFPI 스위스)                                                                         | 골드        | 20,000^       |
| 영국 (BPI)                                                                                   | 4× 플래티넘 | 1,200,000     |
| 미국 (RIAA)                                                                                  | 6× 플래티넘 | 7,800,000     |
| 요약                                                                                         |             |               |
| 유럽 (IFPI)                                                                                  | 2× 플래티넘 | 2,000,000*    |
| *판매량을 기반으로 한 인증 · ^출하량을 기반으로 한 인증 · 판매량+스트리밍을 기반으로 한 인증 |             |               |